# イアフヘテプ1世
イアフヘテプ1世（イアフヘテプいっせい、Ahhotep I）は、エジプト第17王朝の末期である紀元前1560年から1530年頃に存在していた、古代エジプトの女王。彼女は女王テティシェリとセナクトエンラーの娘であり、ファラオのセケンエンラーの姉妹かつ正妃だった。イアフヘテプ1世は生涯を通して長く影響力を行使した。彼女はしばらくの間、息子のイアフメス1世の摂政の役割を担った。